# Tsaagan
Tsaagan mangas
Genre
Espèce
Tsaagan (qui signifie « blanc » en mongol) est un genre fossile de dinosaures théropodes carnivores de la famille des dromaeosauridés. Ses restes fossiles ont été découverts en Mongolie, dans la formation géologique de Djadokhta du Crétacé supérieur, datée d'il y a environ entre 84 et 72 Ma (millions d'années).
Tsaagan est connu par un crâne bien conservé et une série de vertèbres cervicales (holotype IGM 100/1015), décrits par Norell et ses collègues en décembre 2006.
Le nom de la seule espèce rattachée au genre, Tsaagan mangas, est dérivé du mongol et signifie « monstre blanc » (цагаан мангас), mais avec une faute d'orthographe accidentelle au mot Tsagaan.

## Description

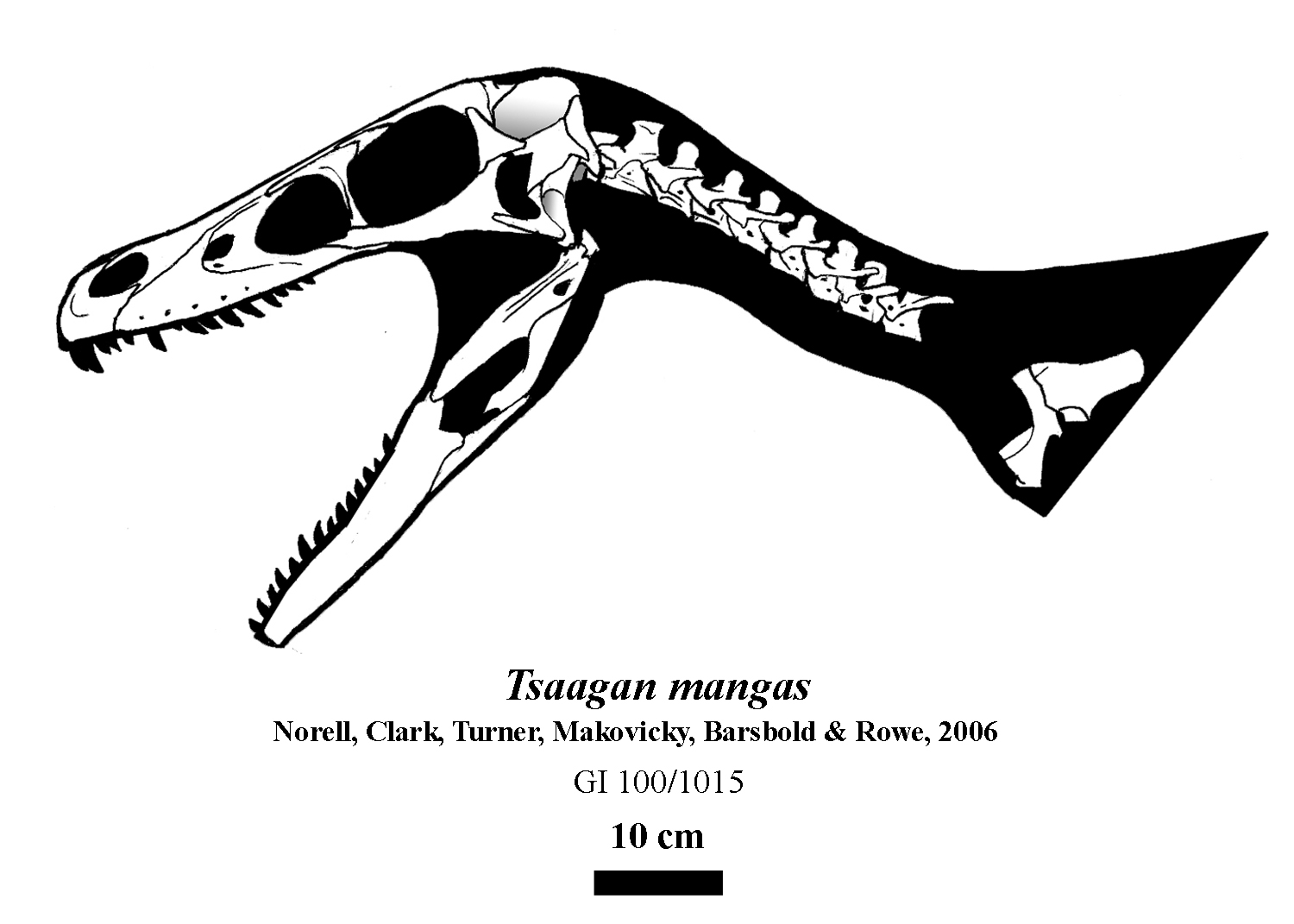
Restauration de la tête et du cou de l'holotype à partir des os retrouvés (en blanc).

Tsaagan mangas est un dromaeosauridé de taille moyenne. Sa longueur estimée est de deux mètres pour un poids de quinze kilogrammes.

## Classification
Tsaagan a été classé par ses inventeurs dans la sous-famille des Velociraptorinae.
Cette classification a été révisée en 2015 par Robert DePalma, David Burnham, Larry Martin, Peter Larson et Robert Bakker à partir de données nouvelles. Leur cladogramme montre que Tsaagan est un Dromaeosauridae assez basal, placé en groupe frère du clade des Eudromaeosauria :
- Dromaeosauridae
  - Unenlagiinae
  - 
    - Microraptoria
    - 
      - Bambiraptor
      - 
        - Tianyuraptor
        - 
          - Adasaurus
          - 
            - Tsaagan
            - Eudromaeosauria
              - Saurornitholestes
              - 
                - Velociraptor
                - Dromaeosaurinae
                  - Deinonychus
                  - 
                    - Atrociraptor
                    - 
                      - Achillobator
                      - 
                        - Utahraptor
                        - 
                          - Dakotaraptor
                          - Dromaeosaurus